# مارچلو گازولا
مارچلو گازولا (انگلیسی: Marcello Gazzola؛ زادهٔ ۳ آوریل ۱۹۸۵) بازیکن فوتبال اهل ایتالیا است.
از باشگاه‌هایی که در آن بازی کرده‌است می‌توان به باشگاه فوتبال آسکولی، باشگاه فوتبال پارما، باشگاه فوتبال ونتزیا، باشگاه فوتبال کاتانیا، باشگاه فوتبال ساسولو، و باشگاه فوتبال آولینو اشاره کرد.